# Хајка (филм)
Хајка је југословенски ратни филм из 1977. године. Режирао га је Живојин Павловић, који је написао и сценарио по истоименом роману Михаила Лалића.

## Радња
Почетком 1942. године четници предлажу партизанима да се уједине против Италијана, који у то време држе под окупацијом Црну Гору. На договорени састанак долазе три партизана. Уместо представника четника долази италијанска војска. Партизанска дивизија је потпуно разбијена, од ње је остала тек шачица људи која одлучује да се сакрије по земуницама. У међувремену, заробљени партизан доноси новости да се четници спремају пут Босне, на обрачун са партизанима. Преостали партизани одлучују да их задрже у Црној Гори, серијом диверзија. Оно што успевају јесте да изазову свеопшту Хајку на себе.

## Улоге
| Глумац                   | Улога                   |
| ------------------------ | ----------------------- |
| Раде Шербеџија           | Ладо                    |
| Барбара Нилсен           | Неда                    |
| Павле Вуисић             | Филип Бекић             |
| Лазар Ристовски          | Иван                    |
| Слободанка Марковић      | Гара                    |
| Растислав Јовић          | Шого „Гроф“             |
| Јован Јанићијевић Бурдуш | Тодочило                |
| Данило Лазовић           | Слобо                   |
| Боро Беговић             | Бајо Баничић            |
| Заим Музаферија          | Пашко                   |
| Мики Манојловић          | Шако                    |
| Велимир Бата Живојиновић | Војвода Јузбашић        |
| Љуба Тадић               | Доктор Завишић          |
| Петар Краљ               | Арсо                    |
| Милош Жутић              | Вуле                    |
| Вељко Мандић             | Душан                   |
| Драгомир Фелба           | Вељко Лаловић           |
| Љиљана Јовановић         | Жена Вељка Лаловића     |
| Петер Карстен            | Жандар                  |
| Звонко Лепетић           | Четник Габрић           |
| Милош Кандић             | Четник 1                |
| Петар Лупа               | Четник 2                |
| Предраг Милинковић       | Италијански доктор      |
| Владан Живковић          | Партизан на преговорима |
| Стево Матовић            | Матеја                  |
| Зоран Карајић            |                         |
| Душан Антонијевић        |                         |
| Хусеин Чокић             |                         |
| Зинаид Мемишевић         |                         |
| Милорад Спасојевић       |                         |
| Рут Гасман               | Апотекарка              |
| Милан Митић              |                         |
| Миомир Радевић Пиги      |                         |
| Миомир Петровић          |                         |
| Петра Дрехслер           |                         |
| Нада Млађеновић          |                         |
| Светозар Стаменковић     |                         |
| Клаус Ортмајер           |                         |

## Културно добро
Југословенска кинотека је, у складу са својим овлашћењима на основу Закона о културним добрима, 28. децембра 2016. године прогласила сто српских играних филмова (1911-1999) за културно добро од великог значаја. На тој листи се налази и филм Хајка.

## Награде
- На Фестивалу у Пули 1977. године, Павле Вуисић је награђен Златном ареном за најбољег глумца.